# 生活污水
生活污水（英語：Sewage，也可寫為domestic sewage, domestic wastewater, municipal wastewater）是種產自人類社區的廢水，這種污水通常經由下水道輸送，:175包括有住宅區，以及商業、機構和公共設施所排放者。:10又可再分類為灰水（來自水槽、浴缸、淋浴間、洗碗機和洗衣機）以及黑水（沖馬桶的水，連同排泄物）。污水中通常含有肥皂和清潔劑的成分。洗碗盤時會產生食物垃圾，使用食物垃圾處理機時，有增加污水中食物垃圾數量的機會。如果使用衛生紙而非坐浴桶，污水中又包含有衛生紙。污水同時含有大污染物和微污染物，還可能會含有城市固體廢棄物和工業污水中的污染物。
污水通常從建物的管路進入下水道，然後輸送到其他地方，或由現場設施處理。污水收集通常經由衛生下水道或是合流下水道從事。前者並不用於輸送暴雨雪水帶來的污水，而後者則會同時輸送生活污水及暴雨雪水。污水的數量一般與當地用水量相呼應。有各式原因會影響到用水量，因而人均污水流量會隨之改變。包括有：水源足夠（與水資源短缺對立）、供水選擇、氣候（氣溫越高，水消耗可能會越大）、社區規模、社區經濟水準、工業化程度、家庭消費水準、水費成本和水壓問題。:20
為評估污水強度（或稱品質），以及處理方案，所採用的主要參數包括：固體、有機物質指標、氮、磷和糞便污染指標。:33前述的與污水中主要大污染物有關。污水含有糞便中的病原體。這類病原體分為四種：致病性細菌、病毒、原生動物（有包囊或卵囊的形式）和寄生蟲（呈蟲卵形式）常用來量化有機物質的間接方法有生化需氧量（BOD）和化學需氧量（COD）:36
污水處理包括收集和運輸，根據符合當地標準的方式處理，之後再排放進入環境（水體、土壤）之中，或是再利用。:156處置方案包括稀釋（在可能情況下，利用到水體的同化能力達成自凈的結果）、海洋排放、利用土地處置和應用於污水農場。但這些處置方案都有造成水污染的風險。

## 名詞說明

### 生活污水和廢水
生活污水（或稱生活廢水）包括由當地住宅和商業、機構和公共設施所排放的廢水。:10由水（來自社區供水系統]、人類排泄物（糞便和尿液）、浴室用水、廚餘、洗衣水和其他正常生活產生的污水共同組成。
城市活動產生的污水包含有商業活動和機構的廢水，例如從餐館、洗衣店、醫院、學校、監獄、辦公室、商店和為較大社區提供服務的機構所排放的廢水。:21
污水可分為“未經處理的污水”（也稱為“原污水”）和“處理後的污水”（也稱為污水處理場的“流出物”）。
在許多今日的教科書、政策文件和文獻中，“污水（sewage）”一詞經常與“廢水（wastewater）”互換使用，指的是“城市廢水”。確切地說，廢水是個較廣泛的用法，指的是經過各種應用後所產生者。:1所以也包含與家庭活動無關的“工業廢水”、農業廢水，或是任何其他來源的廢水。

### 黑水
本節摘自黑水。
就衛生設施的觀點而言，黑水表示是廁所的廢水，其中含有可通過糞口途徑傳播的病原體。黑水包含來自抽水馬桶的糞便、尿液、水和衛生紙。灰水不同，是來自水槽、浴缸、洗衣機和馬桶以外的其他廚房用具。洗滌食物、衣服、碗盤以及淋浴或沐浴都會產生灰水。
黑水與灰水在所謂的“生態建築”（如自主式建築）之內會被分開處置。露營車通常有各自獨立的儲箱，分開儲存由淋浴和水槽產生的灰水以及馬桶產生的黑水。

### 灰水
本節摘自灰水。
灰水（Greywater，也可拼為grey water、sullage，在美國也拼寫為gray water）指的是家庭或辦公建物中產生，未被糞便污染的生活污水（即除廁所廢水外的污水）。灰水產自水槽、淋浴、浴缸、洗衣機或洗碗機。由於灰水比諸黑水，含有更少的病原體，通常較安全，可當場處理和再利用 - 用於沖洗廁所、澆灌景觀植物或作物的灌溉，及飲用之外的其他用途。洗滌骯髒衣服或在洗澡時清洗肛門部位，所產生的灰水仍會含有一些病原體。
灰水再利用對城市整合水處理系統有巨大好處，一是減少對清潔用水的需求，二是降低輸送和處理的廢水數量。處理過的灰水有很多用途，例如沖馬桶或是用於灌溉。 

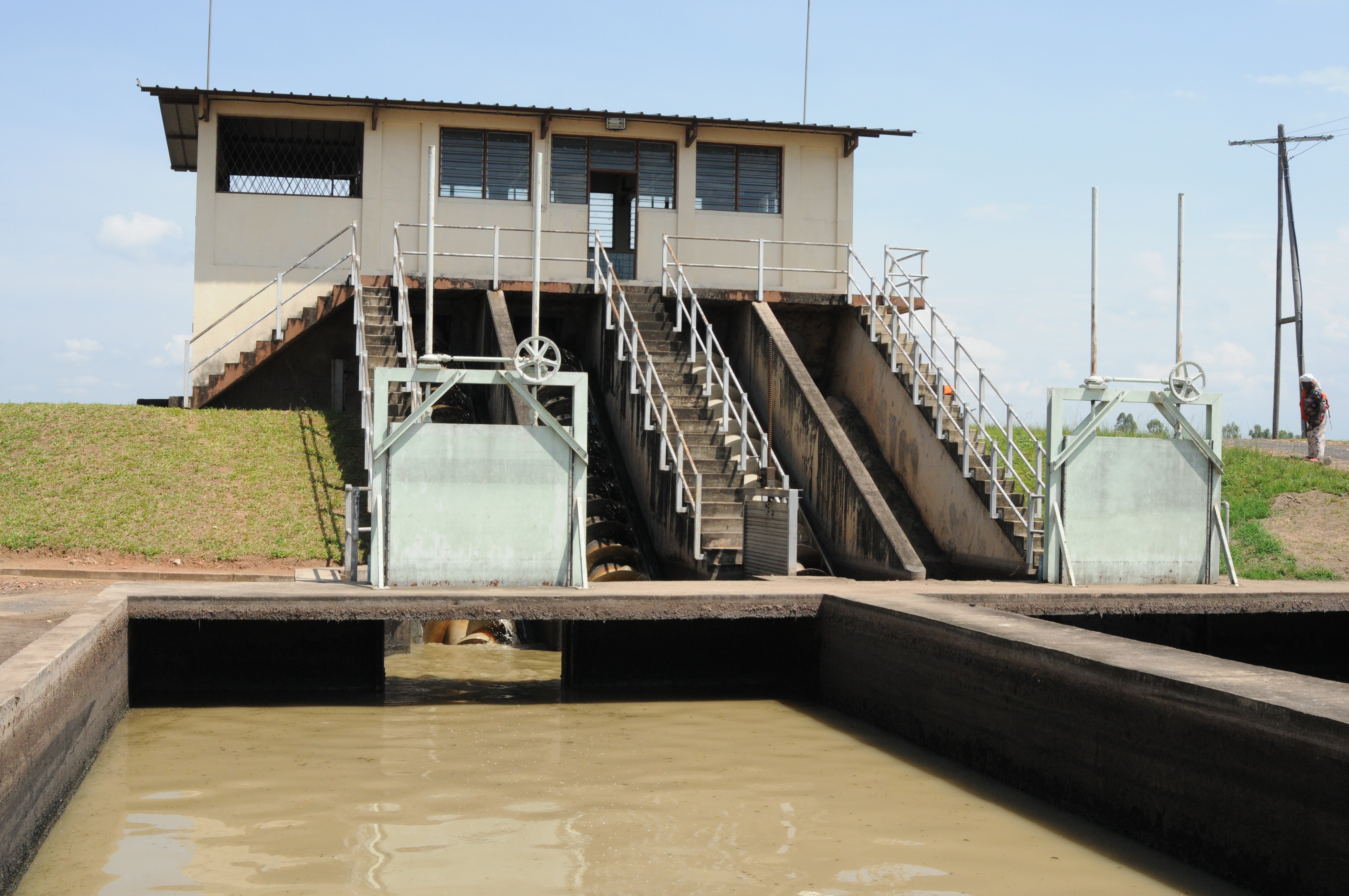
位於蒲隆地最大城市布松布拉的泵站，把污水送進污水處理廠進行處理。

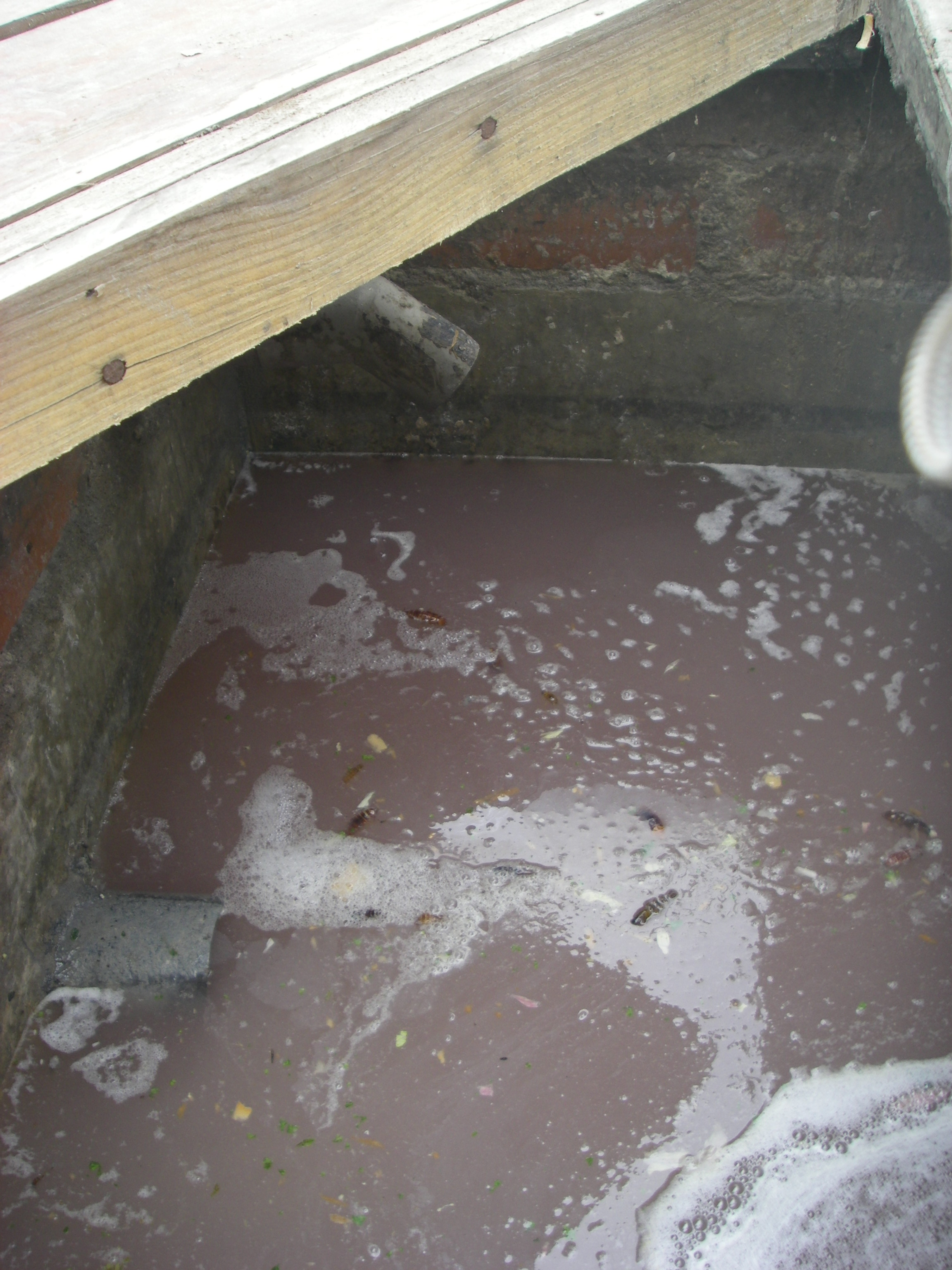
在沉澱池內受到處理的灰水。

## 整體外觀
污水總體情況如下：:30溫度略高於飲用水，但比環境溫度穩定。新產生的污水顏色略帶灰色，而舊的污水（又稱“化糞池污水”）呈深灰色或黑色。新產生的污水氣味是“油膩”且相對難聞，而舊的污水因有硫化氫氣體和其他分解副產物，會有惡臭。:9-38污水會因含有懸浮固體而有較高濁度。
污水的pH值通常接近中性，在6.7~8.0之間。:57

## 污染物
污水主要成分為水，通常在每千份的水中含有不到一份固體物質。換句話說，可說污水由大約99.9%的純水，加上0.1%的固體（溶解的固體或是懸浮固體）組成。 :28
千分之1的數字是種數量估計值，而非精確的比率，因為除稀釋引起的變化外，固體的定義可能會有所不同，具體取決於把這些固體與液體分離的機制。通過沉澱作用而得到的淤泥，或通過過濾方式取出的懸浮固體都含有大量水分，而透過蒸發可將其大部分消除，所得的乾燥固體中含有僅靠過濾或沉澱而不能捕獲的溶解礦物質。污水中的懸浮物和溶解物包含有機物質和無機物質，以及微生物。:28
大約3分之1的固體物質會因湍流而呈懸浮狀態，其餘的則呈溶解或呈膠體狀態。對1950年代的美國而言，生活污水中所含的廢物中，估計大約一半是有機物，一半是無機物。:9-38

### 有機物
污水中的有機物質可按形態和大小分類為：懸浮（顆粒）或已溶解者。其次，可按生物降解性分類：惰性或可生物降解者。:35污水中的有機物質有蛋白質合成物（約40%）和醣類（25-50%），油及脂肪（約10%）及尿素、表面活性劑、酚類、殺蟲劑等（少量）。:35為把這些有機物質量化，通常會採用衡量有機物消耗氧氣的“間接法”：主要是測量生化需氧量（BOD）和化學需氧量（COD）兩種。:36這些間接方法與有機物質排入水體後會產生的主要影響有關：有機物質是微生物的食物，微生物在攝取後會增加數量，消耗氧氣，而後對其他水生生物產生影響。
計算有機物質量負荷的方式，為污水流量乘以污水中有機物質濃度。:55
下文將對未處理污水的物理化學特性典型數值作描述。

### 營養物質
污水除有機物質外，還含有營養物質。主要的營養物質是氮和磷。如果污水未經處理就排放，其中包含的氮和磷會通過稱為優養化的過程導致湖泊和水庫發生污染。:77
在未處理污水中，氮以有機氮或是氨兩種形式存在。氨源於尿液中的尿素。尿素會迅速水解，因此通常不會出現在未處理的污水中。:43
總磷主要以磷酸鹽的形式存在於污水中。或是無機物（多磷酸鹽和正磷酸鹽），主要來源是清潔劑和其他日用化學品。另一種形式是有機磷，其來源是含有有機磷的有機化合物。:45

### 病原體
污水中的人類糞便可能含有會傳播疾病的病原體。:9-38污水中含有下屬四種病原體：
- 細菌，如沙門氏菌、志賀氏菌、彎曲桿菌或霍亂弧菌等；
- 病毒，如A型肝炎、輪狀病毒、冠狀病毒[12]或腸道病毒等；
- 原生動物，如痢疾阿米巴、藍氏賈第鞭毛蟲、小隱孢子蟲；和
- 蠕蟲及蟲卵，包括蛔蟲、鉤蟲和鞭蟲。

在大多數實際情況下，化驗室不會對病原體進行檢驗。較簡單的方法是評估糞便性鏈球菌（稱為耐熱大腸菌群），尤其是大腸桿菌的最可能數量。大腸桿菌是所有溫血動物（包括人類）排泄物中的腸道細菌，因為它們的濃度非常高（每100毫升中約有1千萬到1億），因此很容易在污水中發現其蹤跡。:52

### 固體垃圾

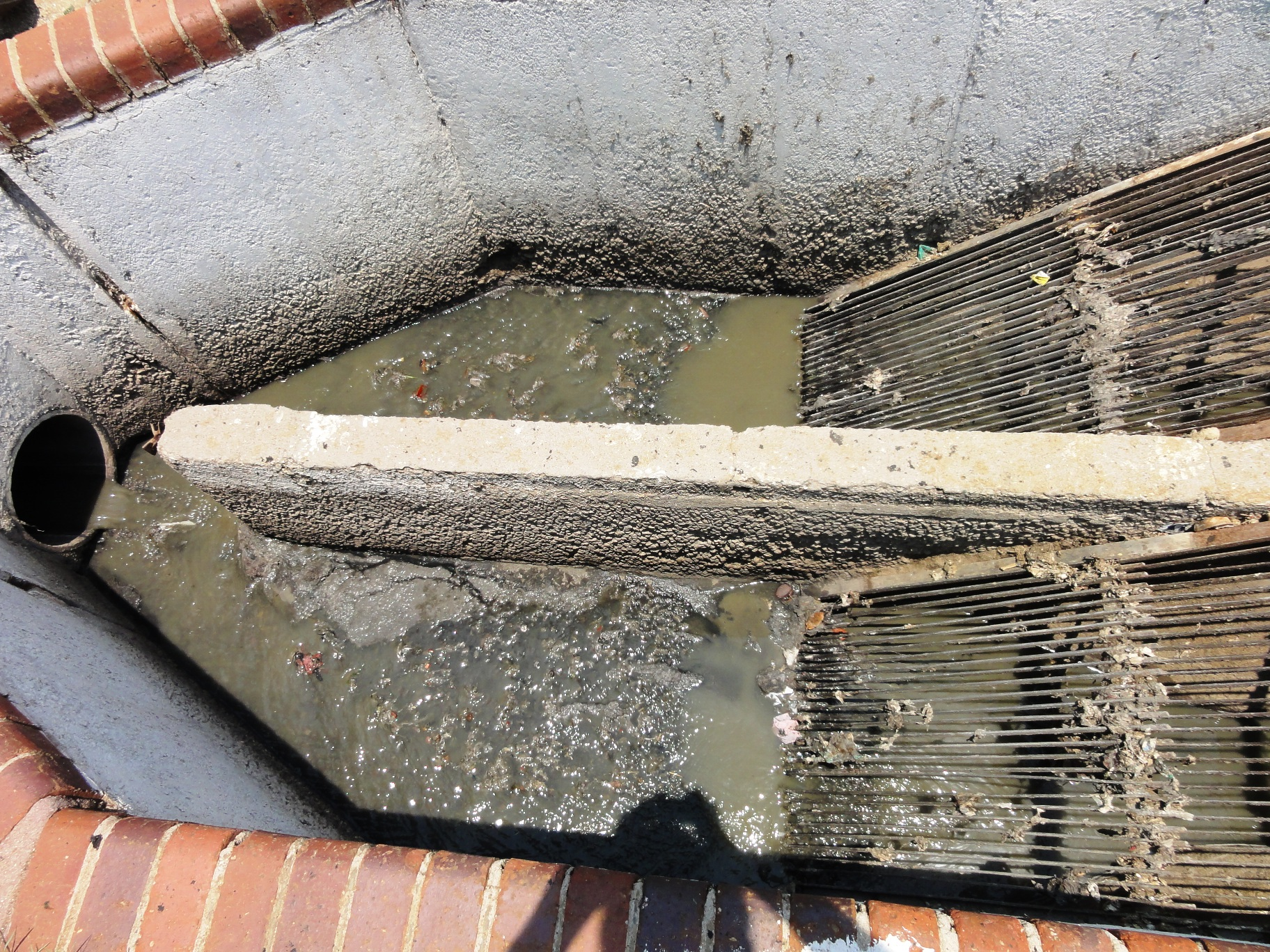
在辛巴威城鎮諾頓的污水處理廠，其條形篩可把污水中的大塊物件移除。

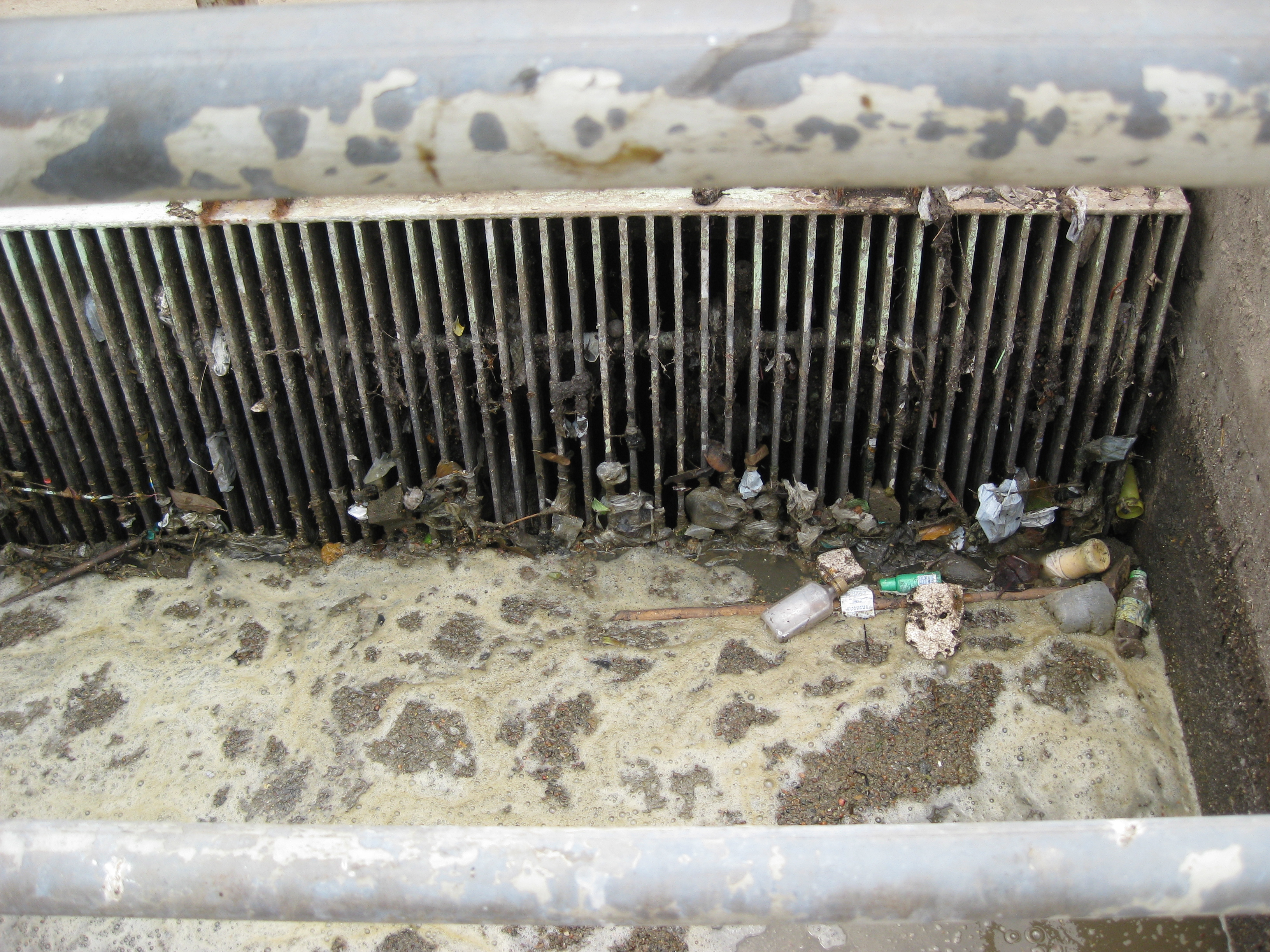
在蒲隆地布松布拉污水處理廠中攔截大塊物件的條型篩。

抽水馬桶讓物件“消失”的能力很快就被年幼的孩子知曉，他們會用任何可想像到的東西做嘗試。成人會用來處理衛生紙、濕巾、尿片、衛生棉、衛生棉條、衛生棉條容器、保險套和過期藥品，但通常有造成堵塞的風險。廁所有私密性，可用來沖走成癮藥物用具、驗孕棒、複合口服避孕藥配件以及這些物件的包裝，以避免尷尬。抽水馬桶中可能有人不小心掉入的兒童玩具或牙刷等，並可能會在監獄或其他居住地的污水中發現人們無意中遺棄的衣物。街道上的垃圾可能會被徑流帶入合流下水道。

### 微污染物
污水含有持久性污染環境藥物 。也有曾用來消毒的三鹵甲烷。污水會含有微塑料，如聚乙烯和聚丙烯顆粒，或是聚酯和聚酰胺碎片，這些物質來自受磨損和洗滌中服裝和床單上脫落的合成纖維，或是遭泵站分解的塑料包裝材料和塗塑紙製品。未被人體代謝的藥物、內分泌干擾素和激素，會通過尿液或糞便排出體外，進入污水。
一些居民會把不用的液體，例如用過的食用油、:228潤滑油、:228粘合劑、油漆、溶劑、清潔劑，:228和消毒劑等倒入下水道。這種做法會導致污水處理廠出現問題，因此不受鼓勵。

## 典型污水成分

### 決定成分的因素
污水的成分隨氣候、社會經濟狀況和人口習慣而變化。:28在美國供水不足的地區，污水的強度（即污染物濃度）遠高於供水充足的地區:183家庭收入和飲食也有影響：例如巴西的案例，家庭收入越高，人均家庭污水排放中微生物的生化需氧量負荷（BOD load）越高，家庭收入越低則相反。:57

### 濃度和負荷
公佈的典型開發中國家未處理污水物理化學特徵如下：總固體180克/人/天（以濃度表示時則為1,100毫克/升）、BOD50克/人/天（300毫克/升), COD100克/人/天 (600毫克/升) , 總氮8克/人/天 (45毫克/升)、氨氮 4.5克/人/天(25毫克/升) 和總磷1.0克/人/天 (7毫克/升)。:57典型範圍落在：總固體120–220克/人/天（700–1,350毫克/升）, BOD40–60克/人/天 (250–400毫克/升), COD 80–120克/人/天(450–800毫克/升), 總氮6–10 克/人/天(35–60毫克/升) ，氨氮3.5–6克/人/天(20–35毫克/升) ，總磷0.7–2.5克/人/天 (4–15毫克/升)。:57
對於高收入國家，“人均有機物負荷”其中BOD約為每人每天60克。這數字稱為人口當量 (PE)，也用作與工業廢水比較強度的參數之用。
公佈的美國家庭數值如下，估計中採25%的家庭擁有食物垃圾處理機的假設（此類家庭產生的污水含有更多垃圾）：總懸浮物95克/人/天（503毫克/升）、BOD85克/人/天（450毫克/升L）、COD198克/人/天（1050毫克/升）、總和有機氮和氨氮13.3克/人/天 (70.4毫克/升)，氨氮7.8克/人/天 (41.2毫克/升) 和總磷3.28克/人/天 (17.3毫克/升) 。此處的濃度值是基於每人每天產生190升的流量推算。:183
美國在1972年發表的一項消息來源估計，污水中每日人均固體廢物中，估計糞便為20.5克（0.72盎司），尿液中溶解固體43.3克（1.53盎司），衛生紙20克（0.71盎司）、灰水固體86.5克（3.05盎司）、食物固體30克（1.1盎司）（假設使用食物垃圾處理機）和不同數量的溶解礦物質，具體取決於當地供水的鹽度、人均用水量和採用硬水軟化的程度。:234
污水含有尿液和糞便。糞便質量隨膳食纖維攝入量而變化。普通個人每天產生128克濕糞便，換算乾質量為29克。全球文獻綜述確定的中位數尿液排放約為1.42升/人/天。

## 流量
人均（可用“per capita”，或是縮寫“cap”來表達）產生的生活污水量隨當地的用水量而變化。:11影響人均數量的因素有：水源足夠（與水資源短缺對立）、供水選擇、氣候（氣溫越高，水消耗可能會越大）、社區規模、社區經濟水準、工業化水準、家庭消費水準、水費成本和水壓問題。:20
污水的產生量一般與用水量相對應。但用於景觀灌溉的水不會進入下水道系統，而地下水和暴雨雪水也可能會進入下水道系統。:22每天到達污水處理廠的污水通常有兩個峰值流量：一個在早上初始時，另一個在傍晚初始時。:24
在用水量方面，一個堪稱“世界平均水準”的數字是每人每天35-90升（1992年數據）:163同一份刊物列出中國的用水量為80升，非洲為15-35升，東地中海地區的歐洲部分為40-85升，拉丁美洲和加勒比地區為70-190升。:163甚至在一個國家內部，由於前述的各種因素，不同地區之間可能存在很大差異。
高收入國家經常採用每人每天200升的流量值作為估算值，用於設計污水處理廠時參照用。
而相較之下，美國城市住宅源的典型污水流量估計為：365升/人/天（1人家庭）、288升/人/天（2人家庭）、200升/人/天（4人家庭），189升/人/天（6人家庭）。:156參數的總體範圍為189–365升（42–80英制加侖，或50–96美制加侖）。

## 分析方法

### 一般品質指標
本節摘自廢水品質指標。
廢水品質指標是實驗室採用的方法學，用於評估廢水是否適合排放、處理或是再利用。為評估污水強度（品質）以及可採用的處理方案，用到的主要指標有：固體、有機物指標、氮、磷、糞便污染指標。:33選用的測試方法因預期用途或是排放地點而異。測試可測量廢水的物理、化學和生物特性。物理特性包括溫度和固體。化學特性包括pH值、溶氧濃度、生化需氧量（BOD）和化學需氧量（COD）、氮、磷和氯。生物學特性則由生物檢定法和水生毒理學來確定。

### 特定生物體和物質
有多種技術可用來監測污水中的致病生物和無害生物。傳統技術有過濾、染色和透過顯微鏡檢查。例如要找出稀有生物、嘗試消滅傳染病、專門測試耐藥菌株或發現新物種時，也可採用DNA測序來執行更靈敏和更具體的測試。直接取得環境中遺傳物質做DNA測序的做法稱為總體基因體學（也稱宏基因組學）。
對污水進行分析，可確定城市人口中在處方藥和非法藥物的相對使用率。也可推斷出一般的社會經濟人口統計數據。

## 收集

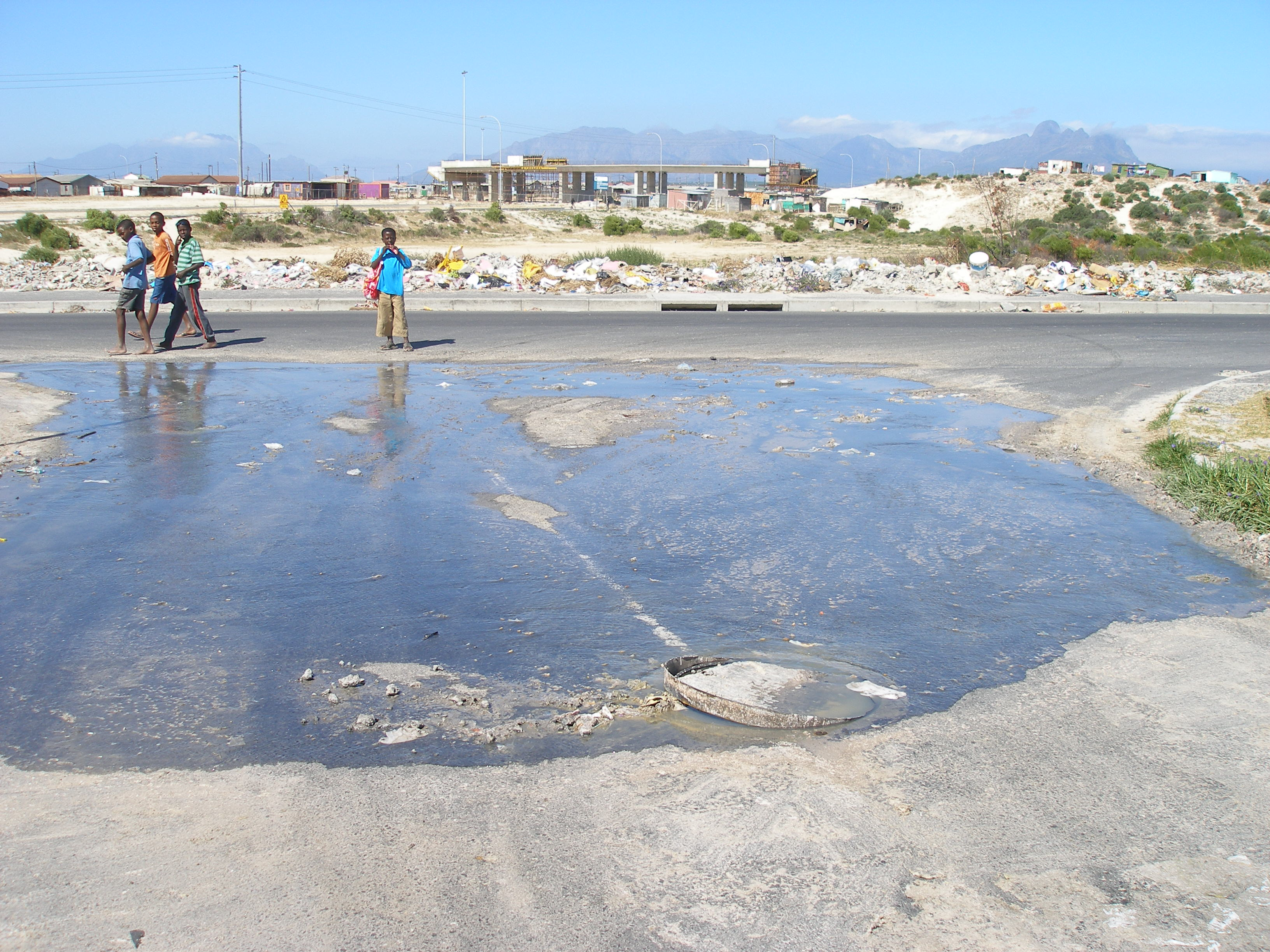
位於南非開普敦附近的一非正式定居點，因下水道缺乏保養，導致污水經人孔溢流，瀰漫路面。

污水通常透過重力下水道（包括衛生下水道，或是合流下水道）收集和運輸，因為合流下水道也輸送城市徑流（暴雨雪水），污水在雨季時會被稀釋。:9

### 衛生下水道
本節摘自衛生下水道。
衛生下水道是種地下管道或隧道系統，功能為把污水從房屋和商業建築（但不包括暴雨雪水）輸送到污水處理廠或是排放。衛生下水道是種重力下水道，是整個“下水道系統（也可寫為sewerage））”中的一部分。用於工業區的衛生下水道也可能會攜帶工業廢水。在建有生活污水管道的城市中，會另外設立獨立的雨水渠，把地表徑流直接輸送到地表水體中。衛生下水道系統的優點是其可避免如合流下水道會發生的溢出。衛生下水道的口徑通常比合流下水道小得多。如果由於基礎設施中的接頭因老化而漏水、管道缺陷等原因導致暴雨雪水過多或地下水滲入，則可能會發生未經處理污水回流的現象。

### 合流下水道
本節摘自合流下水道。
合流下水道是種重力下水道，具有管道、隧道、泵站等系統，把污水和城市徑流一起輸送到污水處理廠或是排放地。這表示在下雨期間，污水會被稀釋，而導致處理地點的流量更高。未受污染的暴雨雪水有稀釋污水的功能，但徑流經過屋頂、街道或堆積場時會溶解或懸浮它接觸過的任何東西，:296包括土壤顆粒和其他沉積物、重金屬、有機化合物、動物糞便以及油和油脂。合流下水道還可能接收來自景觀灌溉、施工排水以及清洗建築物和人行道的乾旱天氣排水。

## 污水稀釋

### 地下水滲入污水處理系統
所謂滲透是指地下水通過有缺陷的管道、連接、接頭或人孔而進入下水道管道。:26:164遭到污染或含鹽的地下水可能因此會引入額外的污染物進入污水。這種滲透水量取決於幾個參數，例如收集網絡的長度、管道口徑、排水渠面積、土壤類型、地下水位深度、地形和單位面積的連接數目。:26施工不當會增加滲透的機會，下水道越舊，滲透也會增加。滲透量會因下水道與地下水位的相關深度而有變化。:9-1, 9-9舊下水道系統也可能透過漏水處把污水滲入地下水，:167將其污染。

### 暴雨雪水
合流下水道可同時輸送污水和暴雨雪水，因在降雨期間污水會被稀釋。對於衛生下水道，來自地窖和地基排水溝、冷卻水排放以及與衛生下水道收集系統任何會直接連接到的的雨水徑流，均可把污水稀釋。:163 這類“直接流入”會導致污水流量達到峰值，與合流下水道在降雨期間的情況類似。:165

### 工業廢水
來自包含有工業生產的社區，其產生的污水會包括一些工業廢水。工業廢水量因產業型態而異。:27這種廢水會含有非常不同的污染物，其濃度遠高於生活污水中通常所具有者。:188此類污染物可能是有毒或不可生物降解，包括藥物、殺生物劑、重金屬、放射性同位素或是熱污染。
一個產業可能會自行處理廢水，然後將其排放進入環境中（或甚至把處理後的廢水用於特定用途），或者如果這類產業位於市區，也可能會把廢水排放到公共污水處理系統中。在後者的情況，工業廢水可在工廠內預處理以減少污染物負荷（參見污染物濃度衡量）。:27把工業廢水與生活污水混合，並不會把工業廢水中的污染物量降低，但生活污水可把工業廢水的特有污染物濃度降低，同時工業廢水也降低生活污水的特有污染物濃度。

## 處置和稀釋

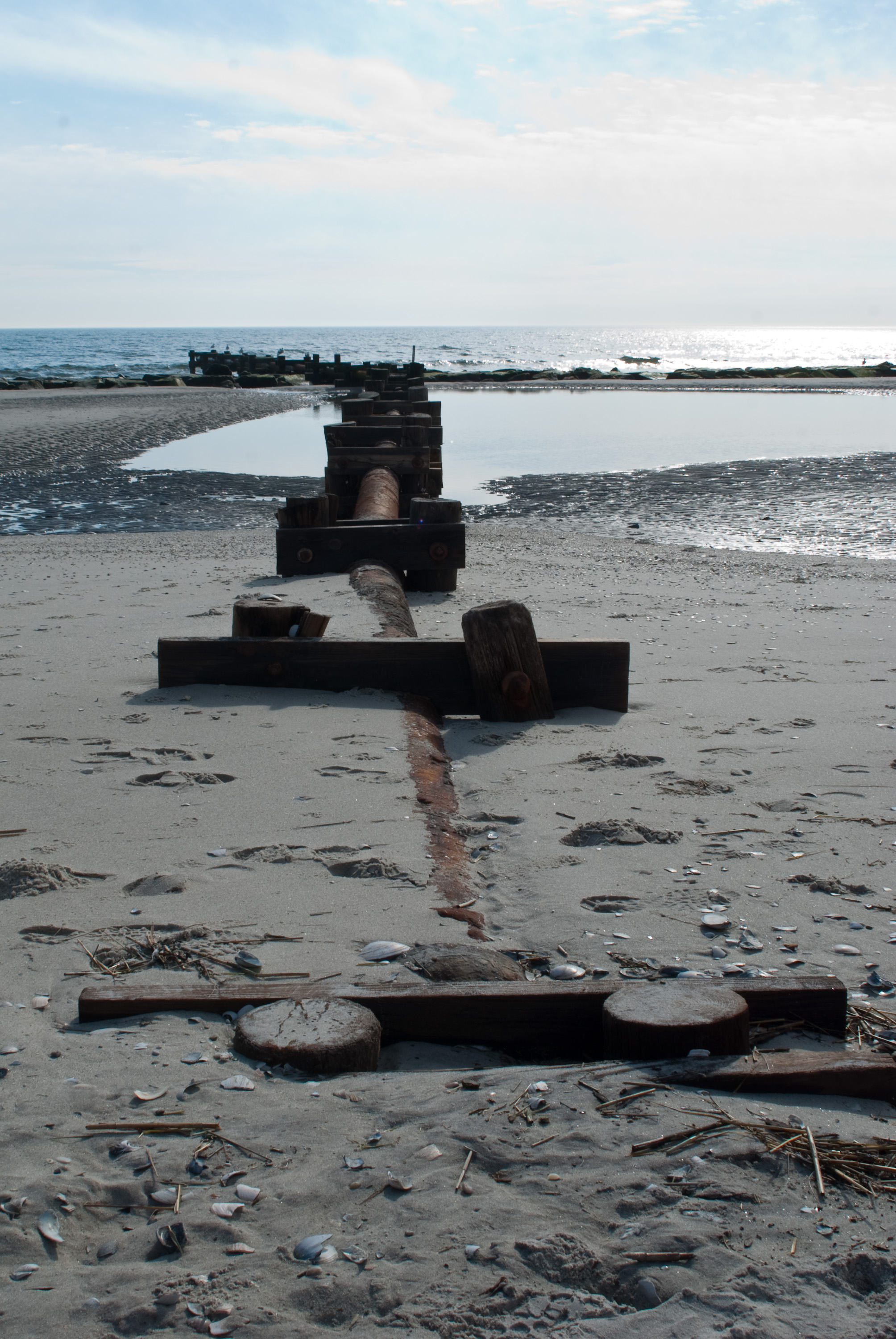
位於美國開普梅 (新澤西州)海岸的海洋排放口管線，暴風雨把覆蓋的沙吹走，管線因而露出。

### 水體或土地的吸納能力
當污水排入水體（河流、湖泊、海洋）或陸地時，所產生的相對影響會由水體或生態系統的同化能力所決定。:78水體具有自淨的能力，因此污染物的濃度會隨著離開排放點的距離而逐漸降低。水體可將排入的污染物濃度降低，但不會減少污染物的質量。原則上，稀釋能力（受納水體體積或流量，與污水數量或流量之對比）越高，受納水體中污染物濃度會越低，負面影響也可能越小。但是如果水體本來就已受嚴重污染，稀釋的效果將為有限。
在某些情況下，社區可能會對其產生的污水先做部分處理，其餘仍仰賴水體的同化能力。但這需要非常仔細分析，把水體在接收前的水質、排放後的水質以及預定在排放後的用途均列入考慮。每個國家也會制訂特定的法律來規範。不同國家對排放污水的水質規格和受納水體要維持的水質有不同的規定。:152
在規範收納水體同化能力的因素中，包括有水體維持溶氧濃度的能力，這些溶氧濃度是支持生物體把有機廢物分解時所需。:9, 673例如當溶氧水準低於5毫克/升時，魚類就可能會死亡。:573
將污水排放於土地，可被視為是種最終處置，或是種處理的形式，或是兩者兼有。:189利用土地處置方案需要考慮土地可用性、地下水品質和可能產生的土壤退化。

### 其他處置方法
污水可被排放到蒸發池或滲透池中。:9-41這種補給地下水的做法可降低海水倒灌發生，或是補充含水層，再做農業灌溉之用。污水通常需要處理，以維持滲透池的滲流能力。對於會滲入含水層，而後用作飲用水的污水則需進行更廣泛的處理。:700–703

#### 海洋排放口
本節摘錄自海洋排放口。
海洋排放口是把城市生活污水或工業廢水、暴雨雪水、合流下水道溢流 (CSO)、冷卻水或海水淡化廠的鹽水流出物排放到海中的管道或隧道。通常這類排放在海面下進行。就城市污水而言，流出物通常僅經過一級處理，或甚至是未經一級處理或就被排放，而利用海洋的同化能力做淨化的工作。這類海底排放口在世界各地都很常見。天然海水的光照強度和鹽度對排入海洋的廢水可做顯著的消毒。德國卡爾斯魯爾理工學院的流體力學研究所為國際水利工程與研究協會 (IAHR) /國際水協會 (IWA)的海洋排放系統委員會所維護的單一國際數據庫中就列有200多個排放口的資料。

### 全球形勢
本節摘自污水處理#Global situation。
在20世紀之前，歐洲的下水道污水通常是未經處理就排入河流、湖泊或海洋等水體，所以人類排泄物的分解工作就交由生態系統負責。如果生態系統有足夠的同化能力，結果會令人滿意，而目前由於人口密度增加，令人滿意的結果屬於罕見。:78
現今工業化國家城市地區的情況通常是利用下水道把污水輸送到污水處理廠，而非直接輸送到水體。但在許多開發中國家，大部分的城市和工業廢水未經任何處理、或僅經簡單處理，或是一級處理後就排放進入河流和海洋中，而造成水體污染。關於世界有關下水道中收集的廢水受到處理的比例，少有可靠的數據。聯合國開發計劃署和聯合國人居署在2010年的估計是全球所產生的廢水中有90%未經處理就排放進入環境中。而2021年所做的最新估計，全球約有52%的污水曾受到處理。但各國的污水處理比率存在很大差異。例如高收入國家已處理大約74%的污水，但開發中國家僅平均有4.2%受到處理。到2022年，全球產生的廢水中有80%以上是在未經充分處理的情況下就直接排放進入環境中。根據聯合國水資源組織，高收入國家產生的污水平均有70%會經處理。 低收入國家產生的污水中只有8%會受到某種形式的處理。 

## 污水處理
污水處理可減少環境污染。條形篩可去除污水中的大塊固體碎片，:274–275，一級處理可去除漂浮物和可沉降物質。:446一級處理後的污水通常含有的固體是原來的一半，膠體和溶解有機化合物則降至原來的3分之2。二級處理可把未稀釋污水中有機廢棄物再度降低，:575，但效果較差。在處置之前做消毒，可消除病原體，上述處理順序做得越徹底，效果會更好。:359

## 再利用與回收
排放進入環境的另一種選項是以具有生產力的方式（用於農業、城市或工業用途）的再度利用，但須遵守當地法規和每個特定再利用的要求。根據世界衛生組織（WHO）的指導方針，採用“多重屏障方法”可把農業污水再利用所產生的公共健康風險降至最低。
另有資源回收的可能性，透過使用從污水中回收的碳、氮、磷、水和能源，達到可持續農業的目的。

### 污水農場
本節摘自污水農場。
污水農場利用污水作灌溉和施肥之用。這種做法在溫暖乾旱的地區中很常見，那裡需要灌溉，而淡水資源卻很稀缺。懸浮物可被微生物和細菌轉化為腐殖質，可為作物生長提供氮、磷和其他養分。如今許多工業化國家使用傳統的污水處理廠代替污水農場。這樣做可減少病媒和氣味問題；但污水農場對一些開發中國家來說仍是一種低成本的選擇。不可把污水農場與通過滲濾池或地下排水渠進行的污水處理兩者混淆。

## 法規
污水管理包括收集和運輸，經處理後再排放到環境中，處理方式需符合當地對排放到水體、土壤或再利用的要求。:156在大多數國家，法律禁止任意把污水排入環境中而造成污染，對於排放的污水有嚴格的水質要求。有關美國在此方面的要求，可參見《清潔水資源法案》。
生活污水管理法規通常包含在更廣泛的國家衛生政策中。還可能包括人類排泄物（如糞便管理系統）、城市固體廢物和暴雨雪水的管理。

## 外部連結
- Sanitation and Wastewater Atlas of Africa （页面存档备份，存于）

Template:Interwiki extra